# No creo en los hombres
No creo en los hombres é uma telenovela mexicana, produzida pela Televisa e exibida em 1969 pelo Telesistema Mexicano.

## Elenco
- Maricruz Olivier - Maria Victoria
- Alicia Rodríguez - Alicia
- Anita Blanch - Leonor
- Gustavo Rojo - Roberto